# Атока (Оклахома)
Атока (англ. Atoka) — місто (англ. city) в США, в окрузі Атока штату Оклахома. Населення — 3195 осіб (2020).

## Географія
Атока розташована за координатами 34°23′7″ пн. ш. 96°7′52″ зх. д. / 34.38528° пн. ш. 96.13111° зх. д. (34.385175, -96.131002).  За даними Бюро перепису населення США в 2010 році місто мало площу 22,05 км², з яких 21,61 км² — суходіл та 0,44 км² — водойми.

## Демографія
Згідно з переписом 2010 року, у місті мешкало 3107 осіб у 1291 домогосподарстві у складі 754 родин. Густота населення становила 141 особа/км².  Було 1490 помешкань (68/км²).
Расовий склад населення:
| - 67,5 % — білих - 11,9 % — корінних американців - 8,1 % — чорних або афроамериканців - 1,3 % — азіатів - 0,2 % — вихідців з тихоокеанських островів - 1,4 % — осіб інших рас |

До двох чи більше рас належало 9,7 %. Частка іспаномовних становила 3,9 % від усіх жителів.
За віковим діапазоном населення розподілялося таким чином: 25,9 % — особи молодші 18 років, 57,0 % — особи у віці 18—64 років, 17,1 % — особи у віці 65 років та старші. Медіана віку мешканця становила 37,6 року. На 100 осіб жіночої статі у місті припадало 86,6 чоловіків;  на 100 жінок у віці від 18 років та старших — 81,1 чоловіків також старших 18 років.
Середній дохід на одне домашнє господарство  становив 39 565 доларів США (медіана — 27 230), а середній дохід на одну сім'ю — 46 449 доларів (медіана — 30 000). Медіана доходів становила 32 446 доларів для чоловіків та 22 581 долар для жінок. За межею бідності перебувало 37,0 % осіб, у тому числі 47,9 % дітей у віці до 18 років та 25,6 % осіб у віці 65 років та старших.
Цивільне працевлаштоване населення становило 1080 осіб. Основні галузі зайнятості: роздрібна торгівля — 23,3 %, освіта, охорона здоров'я та соціальна допомога — 17,5 %, сільське господарство, лісництво, риболовля — 10,8 %, виробництво — 10,7 %.